# Gleb Brussenskiy
Gleb Brussenskiy, né le 18 avril 2000 à Kokchetau, est un coureur cycliste kazakh.

## Biographie
Lors de sa première année chez les juniors (moins de 19 ans), Gleb Brussenskiy est champion du Kazakhstan du contre-la-montre. Lors de sa deuxième année juniors, il remporte le classement général du Tour de DMZ, une des manches de la Coupe des Nations Juniors. Toujours en 2018, associé à Yevgeniy Fedorov, il remporte la médaille d'or par équipes aux Jeux olympiques de la jeunesse, notamment grâce à sa première place sur la course en ligne et sa deuxième place sur le critérium. 
En 2019 et 2020, il court au sein de l'équipe continentale Vino-Astana Motors. Il passe professionnel en 2021 au sein de l'équipe World Tour Astana-Premier Tech,. En mars 2022, il devient  champion d'Asie sur route espoirs (moins de 23 ans), devant deux compatriotes.

## Palmarès et résultats

### Palmarès par année
- 2017
  -  Champion du Kazakhstan du contre-la-montre juniors
- 2018
  -  Médaillé d'or de la course par équipes aux Jeux olympiques de la jeunesse (avec Yevgeniy Fedorov)
  - Tour de DMZ :
    - Classement général
    - 1re étape

  - 2e du championnat du Kazakhstan du contre-la-montre juniors
- 2022
  -  Champion d'Asie sur route espoirs
- 2023
  -  Champion d'Asie sur route
- 2024
  - 2e du championnat du Kazakhstan sur route
  - 3e du championnat du Kazakhstan du contre-la-montre

### Résultats sur les grands tours

#### Tour d'Espagne
1 participation
- 2024 : 124e

### Classements mondiaux
| Année                                 | 2020 | 2021  | 2022 | 2023 | 2024 |
| ------------------------------------- | ---- | ----- | ---- | ---- | ---- |
| Classement mondial                    | 891e | 2299e | 365e | 323e | 461e |
| UCI Asia Tour                         | 42e  | 176e  | 8e   | 10e  | 14e  |
|                                       |      |       |      |      |      |
| Légende : nc = non classéSource : UCI |      |       |      |      |      |